# Драйден (селище, Нью-Йорк)
Драйден (англ. Dryden) — селище (англ. village) в США, в окрузі Томпкінс штату Нью-Йорк. Населення — 1887 осіб (2020).

## Географія
Драйден розташований за координатами 42°29′27″ пн. ш. 76°18′5″ зх. д. / 42.49083° пн. ш. 76.30139° зх. д. (42.490830, -76.301387).  За даними Бюро перепису населення США в 2010 році селище мало площу 4,58 км², з яких 4,55 км² — суходіл та 0,04 км² — водойми.

## Демографія
Згідно з переписом 2010 року, у селищі мешкало 1890 осіб у 812 домогосподарствах у складі 474 родин. Густота населення становила 412 осіб/км².  Було 867 помешкань (189/км²).
Расовий склад населення:
| - 94,7 % — білих - 1,3 % — чорних або афроамериканців - 0,7 % — азіатів - 0,4 % — корінних американців |

До двох чи більше рас належало 2,1 %. Частка іспаномовних становила 2,5 % від усіх жителів.
За віковим діапазоном населення розподілялося таким чином: 22,5 % — особи молодші 18 років, 63,8 % — особи у віці 18—64 років, 13,7 % — особи у віці 65 років та старші. Медіана віку мешканця становила 41,4 року. На 100 осіб жіночої статі у селищі припадало 96,9 чоловіків;  на 100 жінок у віці від 18 років та старших — 93,4 чоловіків також старших 18 років.
Середній дохід на одне домашнє господарство  становив 65 783 долари США (медіана — 51 071), а середній дохід на одну сім'ю — 80 161 долар (медіана — 66 111). Медіана доходів становила 50 275 доларів для чоловіків та 47 396 доларів для жінок. За межею бідності перебувало 11,0 % осіб, у тому числі 15,1 % дітей у віці до 18 років та 4,2 % осіб у віці 65 років та старших.
Цивільне працевлаштоване населення становило 898 осіб. Основні галузі зайнятості: освіта, охорона здоров'я та соціальна допомога — 45,1 %, виробництво — 10,7 %, мистецтво, розваги та відпочинок — 8,9 %, науковці, спеціалісти, менеджери — 8,8 %.